# Стела Гибонс
Стела Гибонс (5. јануар 1902 – 19. децембар 1989) је била енглески аутор, журналиста и писац. Своју репутацију је стекла својим првим романом Cold Comfort Farm из 1932. године. који је доштампаван више пута.
Иако је била активан писац пола века, ни један од осталих 22 романа које је касније написала није имао ни приближан одјек и пажњу као први роман.
Стела је 1950. године постала и стипендиста Краљевског друштва за књижевност.
Непосредни и трајни успех њеног првог романа је доминирао током целе њене каријере, тако да је многе колеге нису прихватиле с обзиром да је један њен роман дефинисао целу њену каријеру.
Почетком првог светског рата, па све до краја 1943. године писала је низ чланака за часопис који је издавала Лондонска црква где је већином износила своје ставове о самим ратним дешавањима.
До своје смрти 19. децембра 1989. године издала је збирку песама и низ кратких прича за разне издаваче, али без већег успеха и пажње.

## Списак радова
Подаци о издавачу односе се само на прву публикацију. Многе књиге су поново издате, обично од стране различитих издавача.

#### Новеле
- Cold Comfort Farm. London: Longmans. 1932. OCLC 488370934.
- Bassett. London: Longmans. 1934. OCLC 1268745.
- Enbury Heath. London: Longmans. 1935. OCLC 771331617.
- Miss Linsey and Pa. London: Longmans. 1936. OCLC 771331622.
- Nightingale Wood. London: Longmans. 1938. OCLC 855282998.
- My American. London: Longmans. 1939. OCLC 3352997.
- The Rich House. London: Longmans. 1941. OCLC 4598606.
- Ticky. London: Longmans. 1943. OCLC 3349161.
- The Bachelor. London: Longmans. 1944. OCLC 3656831.
- Westwood, or The Gentle Powers. London: Longmans. 1946. OCLC 560579821.
- The Matchmaker. London: Longmans. 1949. OCLC 752953786.
- Conference at Cold Comfort Farm. London: Longmans 1949. OCLC 2550483.
- The Swiss Summer. London: Longmans. 1951. OCLC 3347559.
- Fort of the Bear. London: Longmans. 1953. OCLC 1268712.
- The Shadow of a Sorcerer. London: Hodder and Stoughton. 1955. OCLC 3298907.
- Here Be Dragons. London: Hodder and Stoughton. 1956. OCLC 3356228.
- White Sand and Grey Sand. London: Hodder and Stoughton. 1958. OCLC 4590193.
- A Pink Front Door. London: Hodder and Stoughton. 1959. OCLC 5755768.
- The Weather at Tregulla. London: Hodder and Stoughton. 1962. OCLC 3372249.
- The Wolves Were in the Sledge. London: Hodder and Stoughton. 1964. OCLC 5755731.
- The Charmers. London: Hodder and Stoughton. 1965. OCLC 560578870.
- Starlight. London: Hodder and Stoughton. 1967. OCLC 560579737.
- The Snow Woman. London: Hodder and Stoughton. 1968. ISBN 0-340-04264-8.
- The Woods in Winter. London: Hodder and Stoughton. 1970. ISBN 0-340-10570-4.
- Pure Juliet (formerly  An Alpha ). London: Vintage Classics. 2016. ISBN 978-1-78487-027-0.
- The Yellow Houses. London: Vintage Classics. 2016. ISBN 978-1-78487-028-7.

#### Кратке приче
- Roaring Tower and other stories. London: Longmans. 1937. OCLC 6705456.
- Christmas at Cold Comfort Farm  and other stories. London: Longmans. 1940. OCLC 771331616.
- Beside the Pearly Water. London: Peter Nevill. 1954. OCLC 6922440.

#### Књиге за децу
- The Untidy Gnome. London: Longmans. 1935. OCLC 560579789.

#### Поезија
- The Mountain Beast. London: Longmans. 1930.
- The Priestess and other poems. London: Longmans. 1934. OCLC 7123475.
- The Lowland Venus. London: Longmans. 1938. OCLC 10421672.
- Collected Poems. London: Longmans. 1950. OCLC 3372203.